# Ляцкий, Иван Иванович
Иван Иванович Ляцкий (Лятской) — окольничий; сын известного государственного и военного деятеля, воеводы и окольничего Великого княжества Московского Ивана Васильевича Ляцкого.
Отец, Иван Васильевич Ляцкий, взяв с собой сына, бежал в Литву (1534).
Был близким родственником Кошкина, из которых пошла династия русских царей, потом императоров Романовых. Представитель дворянского рода Ляцких — великолитовского польского дворянского рода, отрасль рода Андрея Кобылы, происходящая от его потомка в 5-м колене, Василия Захарьевича Кошкина-Лятского (брата боярина Юрия Захарьевича — родоначальника царского рода Романовых).

## Семья
Предположительно отец троих детей: Григорий, Теадора, Теодор (Фёдор).
Жена: Богдана Ивановна Полубенская — дочери Иван Андреевич Полубенского и Невидана Михайловна Сангушко (из рода Сангушко)